# Murony (vampire)
Pour le village de Hongrie, voir Murony (Hongrie).
Murony ou muroni sont des déformations anglaises anciennes du terme roumain moroï, proche mais différent des strigoï : il est mortel alors que le strigoï est immortel, mais si un moroï est tué par un strigoï, il devient strigoï et immortel à son tour. Ces créatures mythiques, proches du cauchemar et héritières des stryges et des broucolaques de l'antiquité, étaient considérées par le christianisme comme des avatars du diable qui hantent les humains la nuit pour leur voler peu à peu leur force vitale. Elles ne pouvaient être détruites que si leur corps était déterré, qu’on leur enfonce une aiguille dans le front et qu’on transperce leur cœur avec un pieu en bois avant de les brûler. Le moroi peut se métamorphoser en chien, en chat, en crapaud, en grenouille, en puce, en pou, en punaise ou en araignée. Il ne laisse pas obligatoirement de marque dans le cou des personnes dont il suce le sang.
Moroï est plutôt utilisé dans les parlers roumains méridionaux, notamment en Valachie, tandis que strigoï (dont l'étymologie est proche de stryge) est employé dans tout le pays, mais davantage dans les parlers roumains septentrionaux, notamment en Transylvanie et en Moldavie. Le mot pourrait venir du vieux-slave mora,.